# Nokia Asha 303
Nokia Asha 303 — телефон «Touch & Type» (с клавиатурой и сенсорным экраном) под управлением Nokia's Series 40. Был анонсирован на мероприятии Nokia World в Лондоне в 2011 году вместе с тремя другими телефонами линейки Nokia Asha — Nokia Asha 200, 201 и 300. Является флагманом линейки. Среди отличительных особенностей: QWERTY-клавиатура и ёмкостный сенсорный экран, 5-диапазонное 3G-радио, SIP VoIP через 3G и Wi-Fi (англ.). Отдельно отмечается и возможность играть в популярную игру Angry Birds, что раньше было недоступно на телефонах под управлением Series 40.

## Аппаратное обеспечение

### Конструкция
Nokia Asha 303 оборудован процессором 1 GHz ARM11, таким же, как в телефонах под управлением Symbian³, например, Nokia 500, 600 и 700. Отличием же является отсутствие графического процессора Broadcom, не поддерживаемого операционной системой Nokia Series 40. Также имеется 128 МБ одноканальной RAM (мобильный DDR).

### Экран и ввод
Nokia Asha 303 оборудован ёмкостным пропускающим сенсорным LCD-экраном с диагональю 2.6 дюйма (66 мм) с разрешением 240 x 320 пикселей (QVGA, 154 пикселей на дюйм). По сравнению с моделью Nokia C3-00, экран у Asha 303 больше вытянут в высоту, чем в ширину. Дисплей отображает до 262 тысяч цветов. 4-строчная подсвечиваемая клавиатура выпускается в разных языковых раскладках (QWERTY, AZERTY и др.).
Задняя камера с расширенной зоной резкого изображения, без механического зума и вспышки, с 4-кратным цифровым зумом в режиме съемки фото и видео. Размер сенсора — 3.2 мегапикселя (2048 x 1536 пикселей), диафрагма f/2.8, зона резкости — от 50 см до бесконечности. Запись видео осуществляется в разрешении до 640 х 480 пикселей, 15 кадров в секунду с монофоническим звуком.

### Клавиши
На передней панели телефона над QWERTY-клавиатурой расположена клавиша звонка/принятия вызова, клавиша мессенджеров, вызывающая меню на экране (мгновенные сообщения и e-mail), клавиша музыкального плеера, также вызывающая меню (последняя песня/перемотка, проигрывание/пауза, следующая песня/ускоренная перемотка) и клавиша завершения звонка/выхода из приложения. С правой стороны телефона расположена качелька громкости и клавиша блокировки. Долгое нажатие на пробел вызывает меню беспроводной связи.

### Аудио и разъёмы
В Nokia Asha 303 имеется один микрофон и один внешний динамик, расположенный на задней панели под крышкой батареи из анодированного алюминия. Сверху расположен 3,5-мм аудио-видео разъём, который одновременно выполняет функцию стереоаудиовыхода и микрофонного входа. Между ним и 2-мм разъёмом для зарядного устройства расположен высокоскоростной USB 2.0 USB Micro AB разъем, предназначенный для синхронизации данных, заряда батареи и поддерживающий USB On-The-Go 1.3 (возможность выступать в роли USB-хоста) при использовании кабеля Nokia Adapter Cable for USB OTG CA-157.
Встроенный Bluetooth v2.1 +EDR (Enhanced Data Rate) поддерживает стереоаудиовывод по профилю A2DP. Устройство поддерживает беспроводные наушники и гарнитуры через HSP-профиль. Автомобильные беспроводные гарнитуры также поддерживаются по профилю HFP. Поддерживается обмен файлов (FTP), так же, как и OPP-профиль, и для приёма и для передачи объектов. Удалённое управление устройством возможно через AVRCP профиль. DUN-профиль позволяет использовать устройство в роли беспроводного маршрутизатора для доступа в Интернет (например, через ноутбук), поддерживается PAN-профиль для соединения устройств с интернетом через Bluetooth. Телефон также может выполнять функцию FM-приёмника, позволяя слушать радио через наушники, подключенные к 3,5-мм разъему как к антенне.

### Батарея и SIM-карта
Аккумулятор BP-3L (1300 mAh) позволяет работать от 7 до 8 часов в режиме разговора, от 30 до 35 дней в режиме ожидания и до 47 часов в режиме воспроизведения музыки, в зависимости от использования.
SIM-карта находится под аккумулятором, скрытым под задней панелью телефона. Слот для карты microSDHC также находится под задней панелью, но не под аккумулятором. Снятие задней панели не требует использования инструментов.

### Хранение данных
В телефоне доступно 150 МБ встроенной памяти. Расширение возможно при помощи слота для карт памяти microSDHC, поддерживаются карты до 32 ГБ.

## Программное обеспечение
Nokia Asha 303 работает под управлением ОС Nokia Series 40 с пакетом обновлений Service Pack 1 для устройств с сенсорным экраном. Предустановлен ряд приложений и функций:
- Web: Nokia Browser для Series 40
- Общение: Nokia Messaging Service 3.2 (мгновенные сообщения и e-mail) и SMS, MMS
- Социальные сети: Facebook, Twitter, Flickr и Orkut
- Медиа: Камера, Фото, Музыкальный плеер, Nokia Music Store (не для всех рынков), Flash Lite 3.0 (для видео с YouTube), Видеопроигрыватель
- Работа с персональной информацией: Календарь, Расширенная информация о контактах
- Утилиты: VoIP, Заметки, Калькулятор, Список дел, Будильник, Диктофон, Секундомер
- Игры: Angry Birds Lite (только первый уровень, дополнительные уровни можно купить в Nokia Store)

Настраиваемый домашний экран позволяет пользователям, в числе прочего, выносить на рабочий стол избранные контакты, ленту Twitter/Facebook, ярлыки приложений, оповещения мессенджера или e-mail и напоминания календаря.
В телефон также встроена базовая форма жестовой навигации (Swype), впервые представленная в Nokia N9, которая используется для управления пользовательским интерфейсом. К примеру, на домашнем экране пользователь может провести пальцем от левой стороны рамки, окружающей экран, к противоположной стороне, чтобы вызвать меню приложений. Свайп с правой стороны вызывает календарь. Функции можно изменить в зависимости от предпочтений пользователя.
Телефон поставляется с предустановленным сервисом Карты Nokia для Series 40 и использует сотовые данные для геопозиционирования. ПО предлагает пошаговые инструкции, прокладывает маршрут по карте и осуществляет поиск интересных мест, расположенных поблизости. В зависимости от места покупки в телефон уже предустановлены карты региона (Европа, Южная Америка и т. д.), поэтому подключение к сети для скачивания карт не требуется.